# Psychotria rhombocarpa
Psychotria rhombocarpa là một loài thực vật có hoa trong họ Thiến thảo. Loài này được Kaneh. miêu tả khoa học đầu tiên năm 1932.